# بولگاکوو (باشقیرستان)
بولگاکوو (انگلیسی: Bulgakovo, Republic of Bashkortostan) یک شهرک در شهرستان اوفیمسکی استان باشقیرستان کشور روسیه است.